# Токмансайский сельский округ
Токмансайский сельский округ (каз. Тоқмансай ауылдық округі) — административно-территориальное образование в Алгинском районе Актюбинской области.

## Населённые пункты
В состав Токмансайского сельского округа входит 3 села: Кайнар (845 жителей), Токмансай (366 жителей), станция Токмансай (185 жителей).
Ранее в состав сельского округа входил ныне упраздненный населенный пункт — село Олетты. Упразднен ввиду малой численности населения.

## Численность населения
| Численность населения | Численность населения |
| 1999                  | 2009                  |
| --------------------- | --------------------- |
| 1731                  | ↘1502                 |

### Перепись населения 1999
| № | Населённый пункт | Население |
| - | ---------------- | --------- |
| 1 | с. Кайнар        | 985       |
| 2 | с. Токмансай     | 354       |
| 2 | ст. Токмансай    | 202       |
| 2 | с. Олетты        | 190       |
|   | Всего            | 1731      |

### Перепись населения 2009
| № | Населённый пункт | Население |
| - | ---------------- | --------- |
| 1 | с. Кайнар        | 845       |
| 2 | с. Токмансай     | 366       |
| 3 | ст. Токмансай    | 185       |
| 4 | с. Олетты        | 106       |
|   | Всего            | 1502      |